# Better Than Raw
Better Than Raw är det tyska power metal-bandet Helloweens åttonde studioalbum, utgivet i april 1998 på Raw Music, och i Japan i mars samma år på Victor.
Två singlar släpptes: "I Can" och "Hey Lord!". Till dessa gjordes även musikvideor.
Skivan innehåller bandets första låt på ett annat språk än engelska i "Lavdate Dominvm", vars text är helt på latin. 

## Låtlista
1. "Deliberately Limited Preliminary Prelude In Z" (instrumental) – 1:45
2. "Push" – 4:44
3. "Falling Higher" – 4:45
4. "Hey Lord!" – 4:06
5. "Don't Spit On My Mind" – 4:23
6. "Revelation" – 8:21
7. "Time" – 5:41
8. "I Can" – 4:38
9. "A Handful Of Pain" – 4:48
10. "Lavdate Dominvm" – 5:09
11. "Midnight Sun" – 6:20

Bonusspår på den japanska utgåvan
1. "Back on the Ground" – 4:36

## Medverkande
Musiker
- Andi Deris – sång
- Michael Weikath – gitarr
- Roland Grapow – gitarr
- Markus Grosskopf – basgitarr
- Uli Kusch – trummor

Bidragande musiker
- Ralf Maurer – bakgrundssång
- Tommy Hansen – keyboard
- Christina Hahne – bakgrundssång
- Jutta Weinhold – bakgrundssång
- Jörn Ellerbrock – keyboard

Produktion
- Tommy Hansen – producent, mixning
- Michael Tibes – inspelningstekniker
- Ian Cooper – mastering
- Rainer Laws – omslagskonst
- Henjo Richter – albumkonst
- Simon Fowler – foto